# 姚綸
姚綸，字嗣道，河南汝州人，軍籍，明朝政治人物。進士出身。

## 生平
早年出身國子生，进河南鄉試第四十五名。成化十四年（1478年）戊戌科會試第二十一名，殿試登進士第二甲第七十二名。曾任吏部主事，升员外郎。弘治九年任德安府同知。

## 家族
曾祖姚庸。祖父姚伯逵。父姚勤，曾任教授。